# Fanaa
Pour plus de détails, voir Fiche technique et Distribution.
Fanaa (hindi : फ़ना, urdu :فناء, traduction : Destruction) est un film indien réalisé par Kunal Kohli sorti en 2006. Les rôles principaux y sont tenus par Aamir Khan et Kajol qui fait ainsi son retour sur les écrans de Bollywood après cinq ans d'absence. Les chansons sont composées par Jatin Lalit sur des paroles de Prasoon Joshi et ont été primées à plusieurs reprises.

## Synopsis
Zooni Ali Beg (Kajol) est une jeune Kashemiri aveugle qui décide, avec l'accord de ses parents, de participer à une visite à New Delhi, en Inde. Lors de son voyage, elle rencontre Rehan Khan (Aamir Khan), le guide, qui séduit par son charme, son éloquence et sa beauté décide de la courtiser. Zooni en tombe amoureuse. Après quelques péripéties, Zooni apprend qu'elle pourrait recouvrer la vue grâce à une chirurgie laser. Elle apprend la bonne nouvelle à ses parents qui décident de venir la voir à l'hôpital, et Zooni ouvre les yeux pour la première fois sur eux. Mais ces derniers ont l'air inquiets, ils pleurent, ce que Zooni prend pour de la joie. Mais elle est enceinte de Rehan. Ils apprendront plus tard que Rehan est mort dans une explosion, ce dernier évènement n'est autre qu'un complot : Rehan est un terroriste kashmiri. Sept ans ont passé et Rehan junior a presque 6 ans. La petite famille vit tranquille, jusqu'au jour où un homme frappe à la porte...

## Fiche technique
- Titre original : Fanaa
- Réalisation : Kunal Kohli
- Dialogues : Kunal Kohli
- Musique : Jatin Lalit
- Paroles : Prasoon Joshi
- Producteur : Aditya Chopra
- Distributeur : Yash Raj Films
- Langue : hindi
- Pays :  Inde
- Date de sortie :  Inde 26 mai 2006[1]

## Distribution
- Aamir Khan : Rehan Qadri
- Kajol : Zooni Ali Beg
- Tabu : Malini Tyagi
- Shiney Ahuja : Suraj Ahuja
- Lara Dutta : Zeenat (participation exceptionnelle)
- Sanaya Irani : Bobo
- Rishi Kapoor : Zulfiqer Ali Beg, père de Zooni
- Kiron Kher : Nafisa, mère de Zooni
- Ahmed Khan : grand-père de Rehan
- Shruti Seth : Fatty

## Chansons
Le film comporte six chansons composées par Jatin Lalit sur des paroles de Prasoon Joshi. La musique du film a eu un grand succès et a été primée à plusieurs reprises (cf. Récompenses). Ces compositions sont les dernières du duo constitué par les frères Jatin Pandit et Lalit Pandit après 16 ans de collaboration pour le cinéma.
- Chand Sifarish - Shaan, Kailash Kher
- Mere Haath Mein - Sonu Nigam, Sunidhi Chauhan, Kajol, Aamir Khan
- Des Rangila - Mahalaxmi Iyer
- Dekho Na - Sonu Nigam, Sunidhi Chauhan
- Chanda Chamke - Mahalaxmi Iyer, Babul Supriyo
- Destroyed in Love - Instrumental
- Fanaa For You (remixed de Chand Sifarish)

## Récompenses
- Filmfare Awards 2007
  - Filmfare Award de la meilleure actrice : Kajol
  - Meilleur parolier : Prasoon Joshi pour Chand Sifarish
  - Meilleur chanteur de play-back : Shaan et Kailash Kher pour Chand Sifarish

- Star Screen Awards 2007 : Meilleur chanteur de play-back : Shaan pour Chand Sifarish

- Zee Cine Awards 2007
  - Meilleure actrice : Kajol
  - Meilleur chanteur de play-back : Shaan pour Chand Sifarish

- IIFA Awards 2007
  - Meilleur parolier : Prasoon Joshi pour Chand Sifarish
  - Meilleur chanteur de play-back : Shaan pour Chand Sifarish